# Catha
Catha es un género  de plantas, perteneciente a la familia Celastraceae. Su especie más conocida es Catha edulis que en Yemen se le conoce como khat. Comprende 58 especies descritas y de estas, solo 3 aceptadas.

## Taxonomía
El género fue descrito por Pehr Forsskål y publicado en Introductio ad Historiam Naturalem 228. 1777. La especie tipo es: Catha edulis (Vahl) Endl.		

## Especies aceptadas
A continuación se brinda un listado de las especies del género Catha aceptadas hasta octubre de 2013, ordenadas alfabéticamente. Para cada una se indica el nombre binomial seguido del autor, abreviado según las convenciones y usos.
- Catha abbottii A.E.van Wyk & M.Prins
- Catha edulis (Vahl) Endl.
- Catha transvaalensis Codd